# پادشاهی کوچین
پادشاهی کوچین (انگلیسی: Kingdom of Cochin) پادشاهی بود که نام آن مشتق از نام پایتختش کوچین بود و در دوره ای بخش عمده ای از سرزمین های بین پونانی و توتاپالی را در تصرف داشت پادشاهی کوچین در نتیجه تهاجمات زامورین کالیکات به حداقل حدود خود رسید بعدتر این پادشاهی بدل به یکی از مهمترین متحدان پرتغال در هند شد پس از پرتغالی ها ، شرکت هند شرقی هلند (۱۷۹۵-۱۶۶۳) متحد کوچین بود به دنبال آن شرکت هند شرقی انگلستان جای هلندی ها را گرفت.پس از دوران استعمار تراوانکور با پادشاهی کوچین ادغام شد و ایالت تراوانکور-کوچین را در سال ۱۹۵۰ تشکیل داد پنج شهرستان با اکثریت تامیلی  ویلاوانکد ، کالکولام ، تووالای ، آگستیزورام و سنگوتای در سال ۱۹۵۶ از تراوانکور کوچین جدا و به ایالت مدرس پیوستند